# Yariguí
Els yariguí van ser un poble indígena que se situava en una extensa zona selvàtica del Magdalena Mig, a l'occident de l'actual departament de Santander, a Colòmbia. Parlaven un idioma de la família lingüística Carib.

## Territori
Els límits aproximats del seu territori eren els rius Miner (sud) i Sogamoso (nord), i entre els cims de la serralada Oriental i el riu Magdalena.

## Cultura
Els yariguíes conreaven moniatos, nyam, iuca, blat de moro, cotó, totumos i canya, encara que la seva alimentació depenia de la pesca i la caça. Els seus principals aliments eren carn de pecarí, peix i tortugues. Prenien begudes de fruites silvestres. La seva vestimenta era fabricada d'escorces d'arbres.
Estaven dividits en clans independents governats cadascun pels seus cacics de manera autònoma: els cronistes esmenten al araya, topocoro, chiracota, tholomeo, guamacae, carare, opone i naura.

## Història
En el moment de l'arribada dels espanyols en 1536, d'acord amb relats de viatge de l'època, els boscos i selves que conformaven el seu hàbitat romanien en bona part intactes. Des d'un començament aquesta ètnia indígena es va manifestar hostil a la presència dels espanyols, presentant-los una forta resistència per a impedir la penetració en les seves terres. Els cronistes, com Fray Pedro Simón, refereixen que els Yariguíes —juntament amb les dificultats pròpies de la selva— utilitzant macanas, fletxes, dards enverinats i tàctiques que recorrien a la sorpresa, van aconseguir reduir a 179 homes l'exèrcit de Gonzalo Jiménez de Quesada en el segle xvi, compost inicialment per 900 individus.
Cap a 1570, quatre cacics van ser els més coneguts pels espanyols: Beto, dels araya, Caciquillo, dels oposes, Martinillo, dels carares i Suamacá, dels suamacaes, dedicats a atacar les embarcacions que pel riu Magdalena o pels rius Sogamoso, Carare i Opón, transportaven colons, milicians i mercaderies a Vélez i a Santafé de Bogotá. També atacaven poblats i tropes de soldades que feien batudes contra aborígens. És famosa la resistència oferta per anys als colons pel cacic aranya Pipatón, qui havia estat capturat en 1601, sent víctima del tall dels seus talons, malgrat la qual cosa va escapar i va tornar a encapçalar la resistència yariguí contra els espanyols. No obstant això, al final de la seva vida, es va lliurar a les autoritats colonials i va ser enviat a Santa Fe amb destinació a un convent de frares, on va morir a després de 1612. En la resistència també va ser important el paper de la seva esposa, la cacic Yarima.
Tres circumstàncies van venir a pesar negativament en contra dels desitjos dels Yariguíes de veure la seva terra lliure d'intrusos: la seva baixa taxa de natalitat, l'augment de la presència de colons i les malalties portades pels europeus, especialment la febre porcina, la verola i el xarampió, contra les quals els aborígens mancaven de defenses immunitàries. Tot això va fer que la població d'indígenes es reduís dràsticament en els segles XVII i XVIII.
Cap a 1860 es calculava el seu número en 15000, en 1880 els Yariguíes eren 10.000, 5.000 en 1900, 1.000 el 1910, 500 el 1920, 24 el 1925, i en 1944 només quedaven 5 persones carare-oposa. L'extinció d'aquesta altiva comunitat es va deure als nous colons mestissos que van envair el seu territori a la recerca de terres per al pasturatge, l'adquisició de quina, de tagua, de fusta i finalment, de petroli. En 1837, ja existia de la “Companyia d'Agricultura i Comerç del Opón”, que tenia l'interès de reobrir el camí per al comerç entre la província del Socorro i el riu Magdalena pel riu Oposa. A més, un projecte de construcció un camí d'El Socorro, aleshores capital de l'Estat Sobirà de Santander, al riu Magdalena, va comportar incursions per la regió, fent autèntiques "caceres" d'indígenas i destruint llogarets complets. Un protagonista i promotor d'aquestes expedicions va ser l'empresari de Vélez, dedicat al comerç exterior i després president de Colòmbia, Aquileo Parra. El 1859, el llavors president de l'Estat de Santander Eustorgio Salgar li va atorgar en propietat a l'empresari alemany Geo Von Lengerke 12.000 hectàrees de terres “ermes”, per a complir el contracte d'obrir un camí de ferradura des de Zapatoca fins al port de Barrancabermeja i 10 000 hectàrees per a obrir camins de ferradura, dins de cinc anys, que comuniquessin Girón amb La Ceiba, per la banda oriental del riu Sogamoso.
El trist extermini dels yariguíes va ser completat en la primera meitat del segle XX per les petrolieres Tropical Oil (Standard Oil avui Exxon Mobil) i Texas Petroleum, que explotaven el petroli trobat a la regió circumdant a Barrancabermeja i van destruir els mitjans de vida dels indígenes entre 1910 i 1920. A la Gaceta de Santander,l'informe de la governació de 1915 conté un capítol sobre la "reducció d'indígenes" i una apropiació en el pressupost departamental es va destinar a fundar una missió per a sotmetre a les tribus del Opón i del Carare. Segons Juan Bautista Leyva, qui va ser obrer de la petroliera, "els capatassos estaven autoritzats pels gerents gringos de la Barato i secundats per la força pública de l'Estat, per a capturar als indígenes que s'oposaven a l'obertura dels viaranys que facilitessin l'exploració i explotació del petroli; inclusivament li pagaven molt bé a qui capturés o mostrés el cap de l'indi Pascual, el més temut en aquest llavors". En 1917, famílies yariguí d'una comunitat delmada, 40 persones es van lliurar a Puerto Carare i en 1918 les 30 que sobrevivien van ser portades a San Vicente de Chucurí. Cap a 1930, els yariguí "havien estat exterminats o despullats i expulsats; bandejats per les nord-americanes, els últims supervivents, ancians amb parracs regalats deambulaven com a captaires en algun llogaret mestís; raptats i captius."
En 1944, els antropòlegs Roberto Pineda i Miguel Fornaguera, a la zona de La Cimitarra, a la vora del riu Guayabito afluent del Carare, van localitzar a cinc supervivents d'aquest poble: tres dones i dos homes i amb 639 paraules que els van informar van publicar un "vocabulari opón-carare".